# Автомагістраль D1 (Чехія)
Автомагістраль D1 (чеськ. Dálnice D1), Брненська автомагістраль (чеськ. Brněnská dálnice) — чеська магістральна автомобільна дорога, що сполучає Прагу зі східними регіонами Чехії. Запланована довжина 376,5 км, з яких 366,4 км побудовано, а 10,1 км знаходяться в стадії будівництва. Завершення будівництва планується до 2025 року.

## Історія
Історія цієї дороги починається ще в 30-і роки XX століття. Перший проєкт з'явився в 1935 році і називався «Народна дорога Плзень — Кошиці». Альтернативний проєкт пропонував дві (північну і південну) дороги за маршрутом Хеб — Кошиці з продовження до Хуста. Жоден з цих проєктів не отримав офіційної підтримки і, тому, не був реалізований. Більший успіх супроводжував проєкт Яна Антоніна Баті, який на власні кошти створив проєкт дороги Хеб — Великий Бичків. Після втрати Чехословаччиною частини території в результаті Мюнхенської угоди, проєкт був перероблений і вже в січні 1939 року розпочалося будівництво ділянки в Злінському краї, а в травні — ділянки Прага — Гумполець. Під час німецької окупації проєкт зазнав незначних змін і будівництво тривало до 1942 року, коли було заморожено. Будівництво було відновлено після закінчення війни в 1945 році, однак після лютневого перевороту 1948 було припинено.
Рішення про відновлення будівництва було прийнято в 1963 році і в 1967 роботи продовжилися. Перша ділянка Прага — Мирошовиці була відкрита в 1971 році, а в 1980 році був готовий цілий відрізок Прага — Брно. Дорога від Праги на захід отримала назву D5. До 1992 року була побудована наступна ділянка Брно — Вишків, після чого будівництво сповільнилося.
Спочатку планувалося продовження дороги до міста Кошиці і вже був готовий відрізок Пряшів — Кошиці і ще ряд ділянок на території Словаччини, однак розпад Чехословаччини вніс зміни у цей проєкт. В 1996 році було вирішено, що траса дороги буде вести на північний схід до міста Липник-над-Бечвоу, звідки в бік польського кордону будувалася дорога D47. В 2007 році, вже майже повністю реалізований, на той момент, проєкт D47 став частиною D1. Ця частина дороги була завершена в 2012 році. Останньою побудованою ділянкою із цього проєкту став відкритий в кінці 2012 року прикордонний відрізок Богумін — Гожічкі, який пов'язав дорогу з польською автомагістраллю A1.
Станом на лютий 2023 року, будівництво дороги майже завершено. Непобудованою залишається ділянка Ржиковиці — Пршеров, довжиною 10,1 км. Будівництво цієї ділянки розпочалося в грудні 2022 року.
У 2013 році почали капітальну реконструкцію дороги між з'їздами 21 Мирошовиці і 182 Ківалка. Дорога розбита на 25 ділянок. При реконструкції кожна проїжджа частина буде збільшена на 50 см. Розділова смуга теж буде збільшена на 50 см. Загальна ширина дороги зросте з 26,5 м до 28 м. Час реконструкції однієї ділянки приблизно 14 місяців (в зимовий період з грудня по лютий роботи не проводяться).. Реконструкцію було завершено у вересні 2021 року. Міст Шмейкалька на 24 кілометрі, побудований ще в 1940-х роках, буде реконструйовано окремо у 2022—2025 рр.
Наприкінці 2022 року ділянка дороги, що складається з перших 5,2 кілометрів, розташована на території Праги, була передана з власності Дірекції доріг і магістралей ЧР (чеськ. ŘSD ČR) у власність міста Праги. Ця ділянка перестала бути автомагістраллю і була виключена із системи стягнення оплат, при цьому нумерація кілометрів залишилася незмінною.
У 2023 році розпочалася масштабна реконструкція дороги між з'їздами 182 Ківалка і 210 Голубиці, що проходить через південну частину міста Брно. Дорога буде розширена на 3 смуги в кожному напрямку, при цьому будуть перебудовані всі з'їзди. План реконструкції розбит на 7 ділянок з планованим закінченням усіх робіт до 2030 року.